# Hor Monteverdi Hamburg
Hor Monteverdi Hamburg nemački je koncertni hor u Hamburgu. Postao je međunarodno poznat pod njegovim osnivačem i dugogodišnjim vođom Jurgenom Jurgensom kroz snimanje trendova i nagradne igre. Od 1994. do 2018. lajpciški dirigent Gothart Stier bio je umetnički direktor hora, sada na čelu sa Antoniusom Adamske.

## Istorija
Hor Monteverdi Hamburg je 1955. godine osnovao Jurgen Jurgens kao „hor u Italianskom institutu za kulturu”. Iste godine preimenovan je u „Monteverdi Horus” na predlog direktora instituta, u vreme kada je Klaudio Monteverdi bio uglavnom nepoznati kompozitor. Od 1961. godine hor pripada akademskoj muzičkoj zadužbini Univerziteta u Hamburgu, čiji je smer Jurgen Jurgens bio univerzitetski muzički direktor od 1961. do 1993. godine. Nakon četiri godine intenzivnog razvoja, hor Monteverdi osvojio je prvu nagradu 1959. godine na Međunarodnom takmičenju horova u Arecu (Italija). Godine 1962, sledi još jedna prva nagrada na Međunarodnom takmičenju horova u Lilu (Francuska). Nakon toga, hor je započeo međnarodnu karijeru u amaterskoj muzici. U saradnji sa Gustavom Leonhardtom, Nikolausom Harnoncourtom, Francom Bruggenom i Eduardom Melkusom, revolucionarni snimci za izdanje The Old Vork iz Teldeca i arhivska produkcija nemačkog gramofonskog udruženja, dobili su nagrade i učinili hor međunarodno poznatim. Pozivi na muzičke festivale u zemlji i inostranstvu pratili su hor u gotovo svim zemljama i zapadne i istočne Evrope, Bliskog istoka, SAD-a, Centralne i Latinske Amerike, jugoistočne Azije, Kine i Australije. Nakon iznenadne smrti Jurgena Jurgensa u avgustu 1994, lajpciški dirigent i bivši koncertni pevač Gothart Stier, preuzeo je umetnički smer hora Monteverdi. U oktobru 2018. godine za novog glavnog dirigenta, izabran je specijalista za ranu muziku, Antonius Adamske.